# 長崎鼻古墳

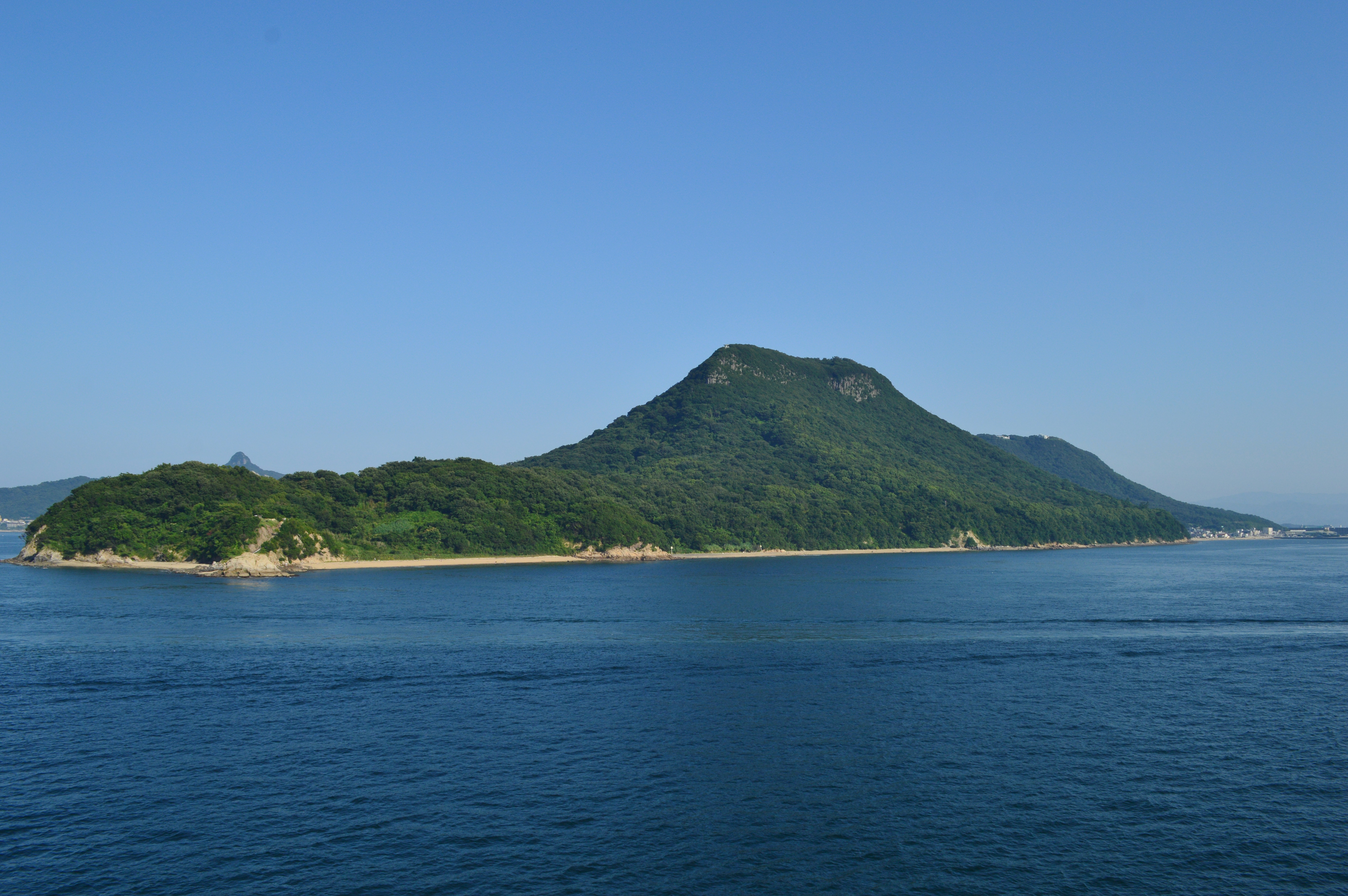
海上から長崎ノ鼻を望む中央左の低頂部に長崎鼻古墳が所在。中央右の高頂部は屋島北嶺、右最奥は屋島南嶺。

長崎鼻古墳（ながさきのはなこふん）は、香川県高松市屋島西町にある古墳。形状は前方後円墳。国の史跡・天然記念物「屋島」に包含して指定されている。

## 概要
高松市北部、瀬戸内海に突き出す屋島において、その先端部である長崎ノ鼻の尾根上（標高約55メートル）に築造された古墳である。これまでに明治初年に乱掘されたというほか、1997-1999年度（平成9-11年度）に確認調査が実施されている。
墳形は前方部の開かない柄鏡式の前方後円形で、前方部を西南西に向ける。墳丘は3段築成。墳丘表面では葺石が認められるが、埴輪は認められず、くびれ部付近で小形丸底壺1点のみが検出されている。埋葬施設は後円部における竪穴式石室で、石室内には阿蘇溶結凝灰岩（阿蘇石）製の刳抜式舟形石棺が据えられている。
この長崎鼻古墳は、古墳時代中期の5世紀初頭頃の築造と推定される。当時の屋島は離れ小島であり、周辺で経済力を示す農耕平地も認められないことから、築造背景としては海上交通を掌握した被葬者像が想定され、阿蘇石製石棺の使用もその広範な活動を示唆する。加えて香川県内の多くの古墳（内陸の丘陵上にあり後円部を平野部に向ける）とは立地・方位が異なる点や、3段築成で精緻な葺石を有する古墳が香川県内では他に見られない点などにおいて、非在地的な特色を示す古墳になる。
古墳域は1934年（昭和9年）に国の史跡・天然記念物「屋島」に包含して指定されている。

## 遺跡歴
- 明治初年、乱掘（『木田郡誌』）[4][1]。
- 1934年（昭和9年）11月10日、国の史跡・天然記念物「屋島」に包含して指定[6]。
- 1997-1999年度（平成9-11年度）、史跡天然記念物屋島基礎調査事業に伴う確認調査（高松市教育委員会）[1]。

## 墳丘
墳丘の規模は次の通り。
- 墳丘長：45.8メートル[2]または45メートル[1]
- 後円部 - 3段築成。
  - 直径：28メートル
  - 高さ：5メートル
- くびれ部
  - 幅：15.6メートル
- 前方部 - 3段築成。
  - 幅：20メートル
  - 高さ：3.6メートル

## 埋葬施設
埋葬施設は竪穴式石室で、後円部において構築される。墓壙の規模は長軸6メートル・幅3.5メートルを測る。床面には玉砂利を敷き、それに埋没する形で石棺が据えられる。また玉砂利の上面には安山岩板石が小口積みされている。
石棺は阿蘇溶結凝灰岩（阿蘇石）製の刳抜式舟形石棺で、長さ2.5メートル・幅1メートル・棺蓋高さ0.20メートル・棺身高さ0.55メートルを測る。棺蓋の側縁部片側では縄掛突起3個が、棺身の受部では船縁状突起が認められるほか、棺身の底面は半円状を呈し、棺内面には赤色顔料が塗布される。この石棺は北肥後地方の菊池川流域における製作と推定される。香川県内では、それまで同地域産石棺の使用は5世紀中葉の丸山古墳・青塚古墳（いずれも観音寺市）以降とされていたが、5世紀初頭の本古墳での発見はそれを遡る時期に修正するものになる。

## 関連文献
（記事執筆に使用していない関連文献）
- 『高松市内遺跡発掘調査概報 -平成11年度国庫補助事業-（高松市埋蔵文化財調査報告 第45集）』高松市教育委員会、2000年。 - リンクは奈良文化財研究所「全国遺跡報告総覧」。